# Луанда
Луа̀нда (на португалски: Luanda) е столицата и най-големият град на Ангола.

## История
Основан е през 1575 г. През 17 и 18 век е център на търговията с роби.

## География
Разположен е на брега на Атлантическия океан. Населението на Луанда съставлява около 5 млн. души (2007).

## Икономика
Градът е основно пристанище на страната. Има аерогара на 4 км от града. Развити са нефтопреработвателната и каучуковата промишленост.

## Личности
- Педро Фонсека (р.1957) – Анголски политик. Министър на икономиката (2017 г.)